# Калиновка (Измалковский район)
Калиновка — деревня Петровского сельсовета Измалковского района Липецкой области.

## География
Деревня находится на левом берегу реки Ясенок. На противоположном берегу расположена деревня Васильевка.
Южнее Калиновки проходит просёлочная дорога.

## Население
| 2010 |
| ---- |
| 0    |